# ساتيرة إسبانية
ساتيرة إسبانية (الاسم العلمي: Satyrus hispanica) هي نوع من الحشرات يتبع جنس الساتيرة من فصيلة الحورائيات.